# Norman Shetler
Norman Shetler (Pensilvania, 16 de junio de 1931-Viena, 25 de junio de 2024) fue un pianista, marionetista y profesor de piano austríaco, de origen estadounidense.

## Vida y Carrera
Norman Shetler nació en Pensilvania, Estados Unidos. En 1955 se trasladó a Viena, Austria, donde estudió piano hasta 1959. Se especializó en el acompañamiento de cantantes. Trabajó con grandes nombres del canto como Anneliese Rothenberger, Peter Schreier, Dietrich Fischer-Dieskau, Brigitte Fassbaender, Hermann Prey, Margaret Price y Thomas Quasthoff, y también con instrumentistas como el violinista Nathan Milstein y el violonchelista Heinrich Schiff. Reconocido además internacionalmente como solista.
Entre 1983 y 1991 fue profesor de piano y acompañamiento de Lied en la Escuela Superior de Música de Würzburg, y fue desde 1992 profesor en la Universidad de Música de Viena. Tiene más de 70 discos grabados.
Fue invitado con mucha frecuencia para impartir clases magistrales en todo el mundo, y en especial en la Universidad de Música Mozarteum de Salzburgo.
Paralelamente se desempeñó por alrededor de 35 años como marionetista y constructor de marionetas. Con su programa "Cabaret Musical de Marionetas" se ha presentado en tres continentes, en numerosos festivales y programas de televisión.